# Buchanistas

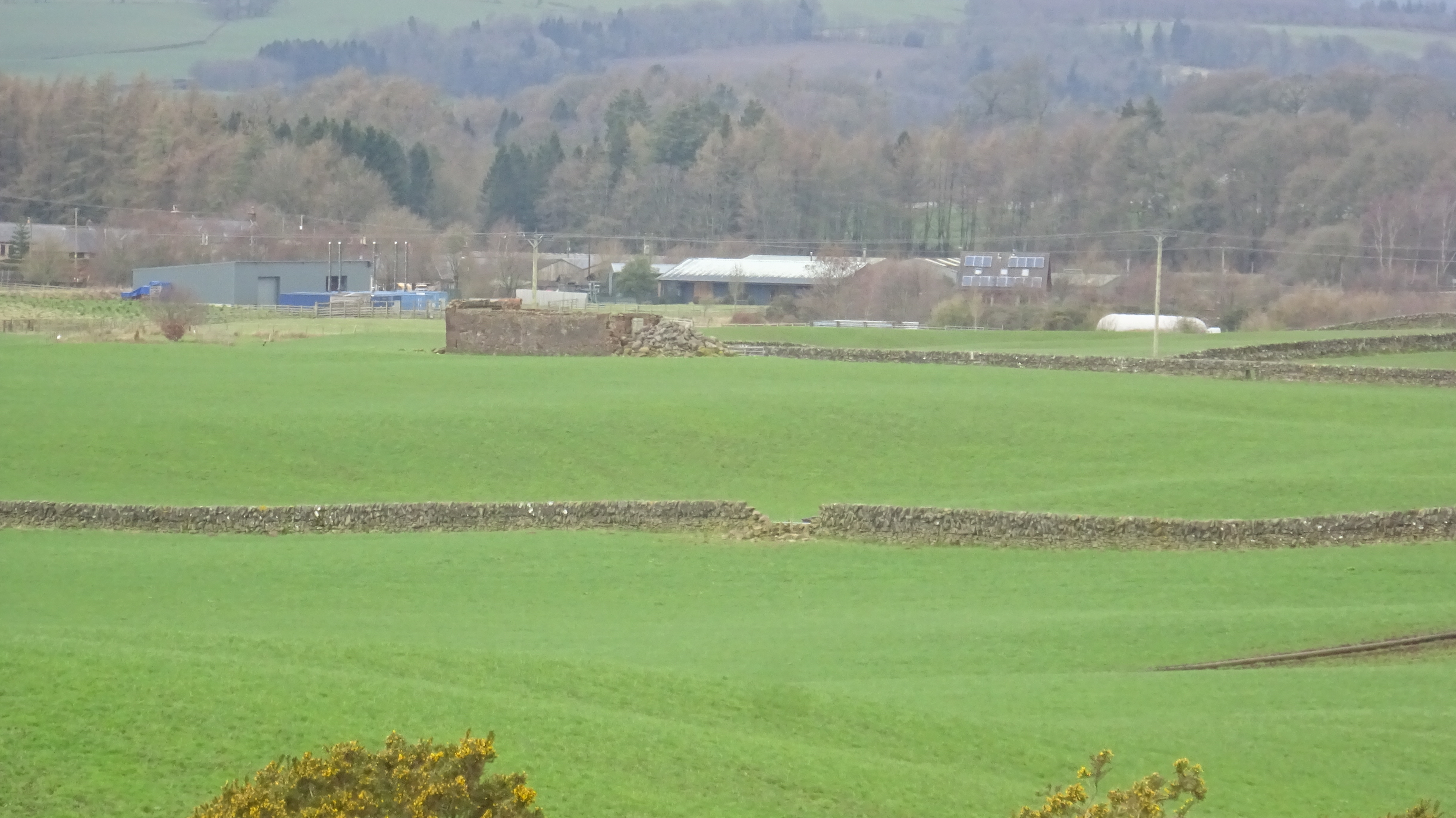
La antigua sede buchanista en Buchan Hall, New Cample, Dumfries y Galloway.

Se llamaban buchanistas a los partidarios de una secta religiosa fundada en Escocia hacia el 1779 por Elspeth Buchan. 
Los buchanistas pretendían, creyendo a su fundadora, que el fin del mundo se acercaba y que los malos, heridos de muerte, permanecerían mil años en ese estado mientras que durante el mismo tiempo, los buchanistas después de haber sido arrebatados al cielo y de haber contemplado a Dios cara a cara volverían a la tierra para ser gobernados por Jesucristo en persona. Al cabo de dichos mil años, el diablo poniéndose a la cabeza de los malos resucitados vendría a atacar a los buchanistas pero éstos mandados por Jesucristo no tardarían en ponerlos en fuga.
Como ocurre con muchas sectas en todo tiempo y lugar, de los buchanistas se rumoreó en su momento que tenían costumbres sexuales promiscuas. Así, el poeta Robert Burns se hace eco en una carta a James Burness de que los miembros de esta secta "yacen todos juntos" en orgías desarrolladas en los bosques y graneros y de que "mantienen una comunidad de mujeres". Sin embargo, no hay una prueba histórica concluyente de estas prácticas, aunque es cierto que vivían en comunidades.
La Sra. Buchan murió por causas naturales en 1791, desmintiendo sus afirmaciones de inmortalidad. La secta se extinguió al morir en 1846 el último de sus adeptos, un tal Andrew Innes.